# Dương Bạch Băng
Dương Bạch Băng (9 tháng 9 năm 1920 — 15 tháng 1 năm 2013) là Thượng tướng Quân Giải phóng Nhân dân Trung Quốc (PLA).

## Tiểu sử
Dương Bạch Băng tên thật là Dương Thượng Chính sinh ngày 9 tháng 9 năm 1920 tại Đồng Nam, Trùng Khánh. Tháng 3 năm 1938, ông gia nhập Đảng Cộng sản Trung Quốc.
Năm 1960, ông được bổ nhiệm làm Phó Chủ nhiệm Chính trị Quân khu Thành Đô. Ông bị bức hại trong Cách mạng Văn hóa và bị bỏ tù bất hợp pháp trong một thời gian dài. Năm 1978, ông trở thành Phó Chủ nhiệm Chính trị Quân khu Bắc Kinh. Ông được thăng chức lên vị trí Phó Chính ủy Quân khu Bắc Kinh năm 1982 và Chính ủy Quân khu Bắc Kinh năm 1985. Năm 1987, ông được bổ nhiệm làm Chủ nhiệm Tổng cục Chính trị PLA. Năm 1988, ông được phong quân hàm Thượng tướng.
Ông là Tổng Thư ký Quân ủy Trung ương Đảng Cộng sản Trung Quốc và Bí thư Ban Bí thư Trung ương Đảng Cộng sản Trung Quốc. Ông cũng là Ủy viên Bộ Chính trị khóa XIV.
Ông là em trai cùng cha khác mẹ của Dương Thượng Côn. Ông và người anh trai này là nhân vật chủ chốt trong cuộc thảm sát Thiên An Môn
Ngày 15 tháng 1 năm 2013, Dương Bạch Băng qua đời tại Bắc Kinh, ở tuổi 92.